# Jüdischer Friedhof (Landeshut in Schlesien)
Koordinaten: 50° 47′ 8,7″ N, 16° 2′ 23,4″ O

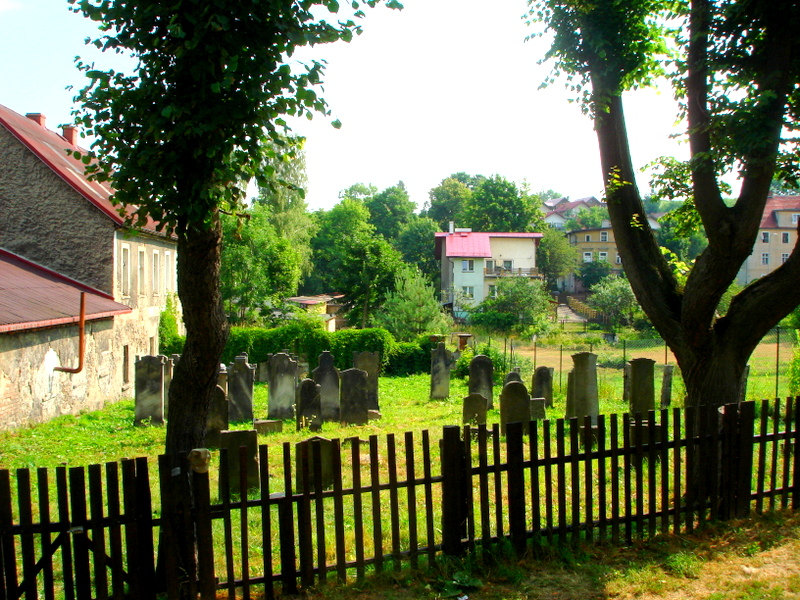
Jüdischer Friedhof in Landeshut in Schlesien

Der Jüdische Friedhof in Landeshut in Schlesien (polnisch Kamienna Góra), einer Kreisstadt in der Woiwodschaft Niederschlesien in Polen, wurde 1824 angelegt. Der jüdische Friedhof ist ein geschütztes Kulturdenkmal. Auf dem 450 m² großen Friedhofsgelände sind heute noch zahlreiche Grabsteine erhalten.
Der 1881 angelegte neue jüdische Friedhof an der Waldenburger Straße wurde nach dem Zweiten Weltkrieg zu einer Grünanlage umgestaltet. 

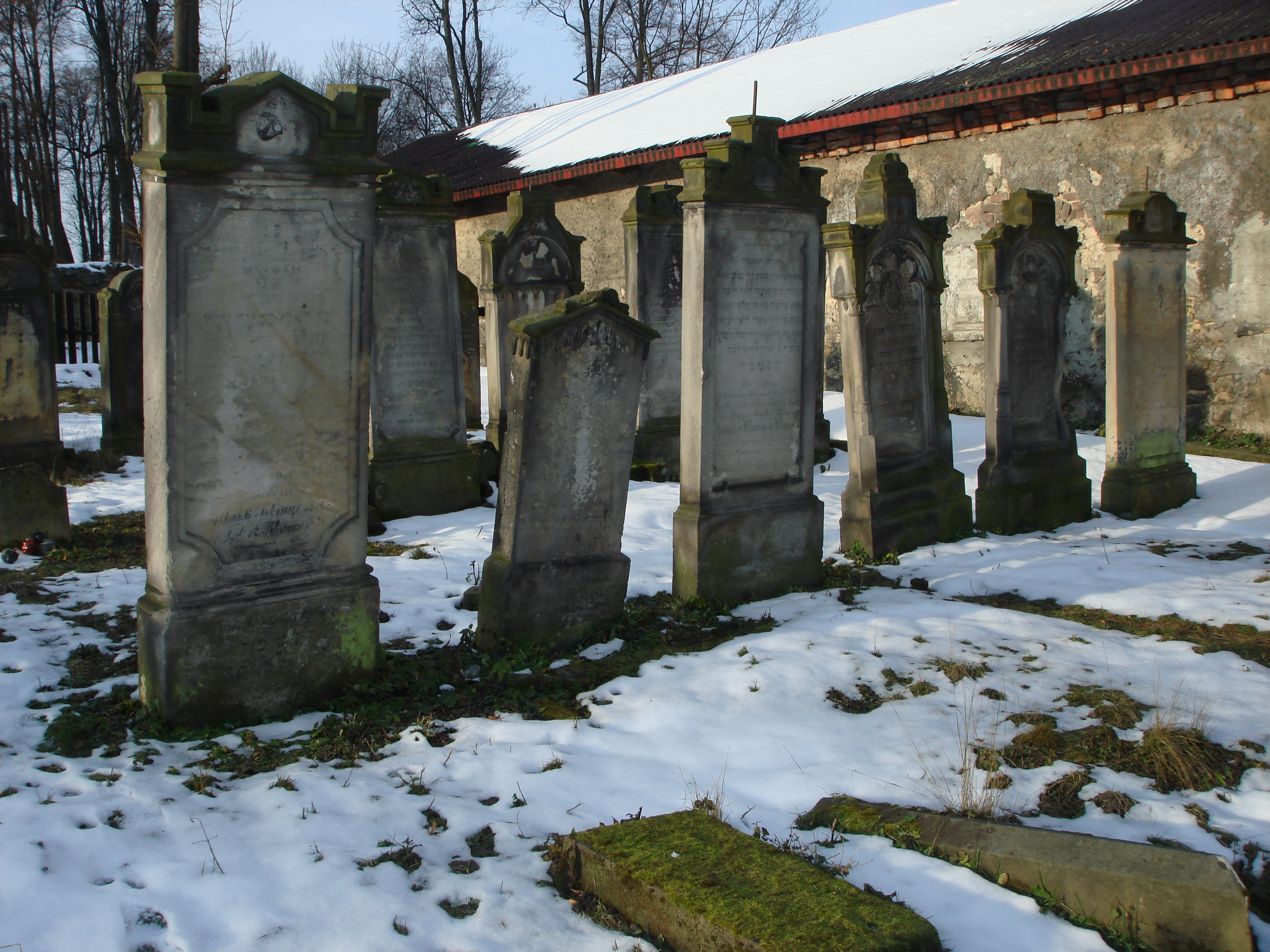
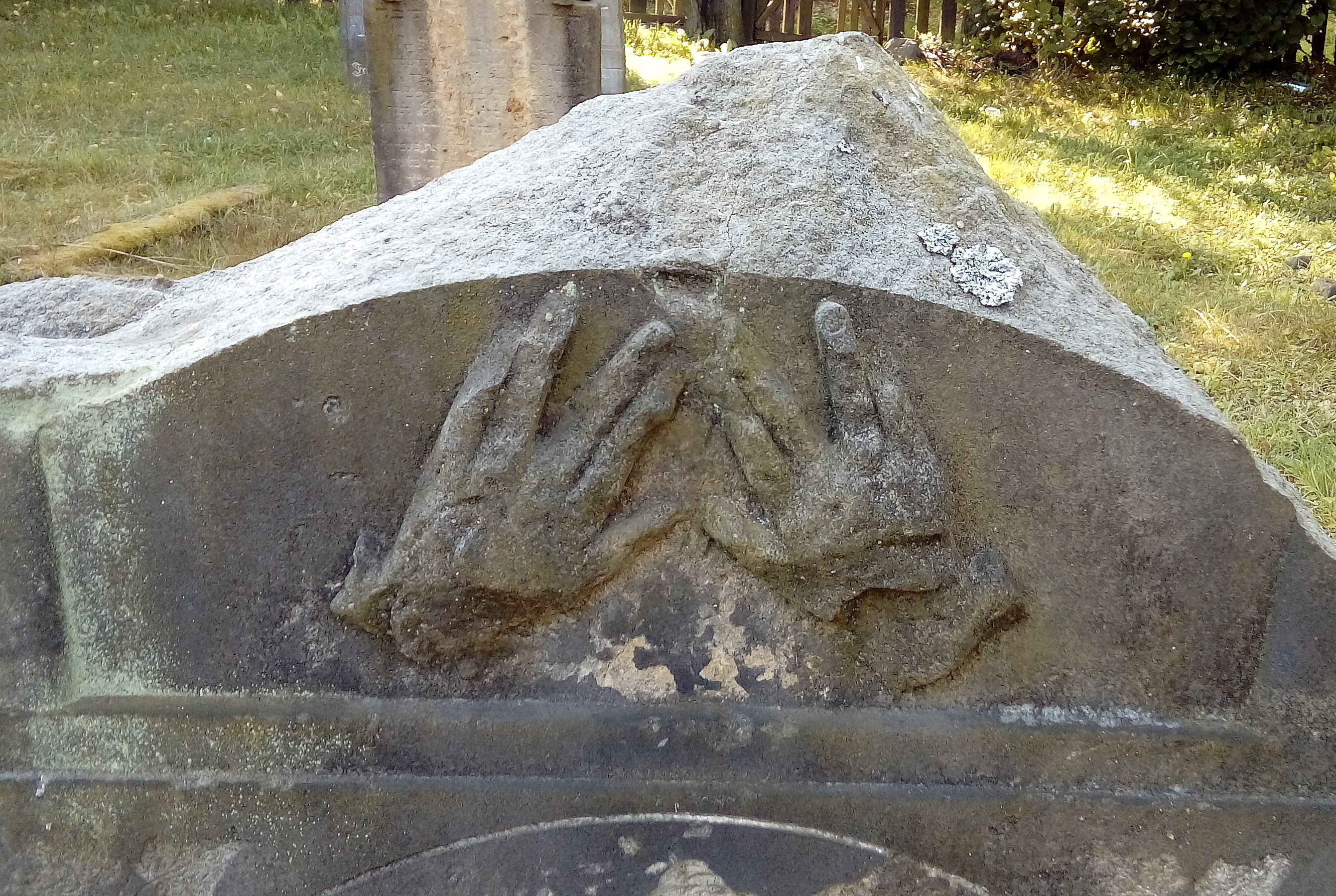
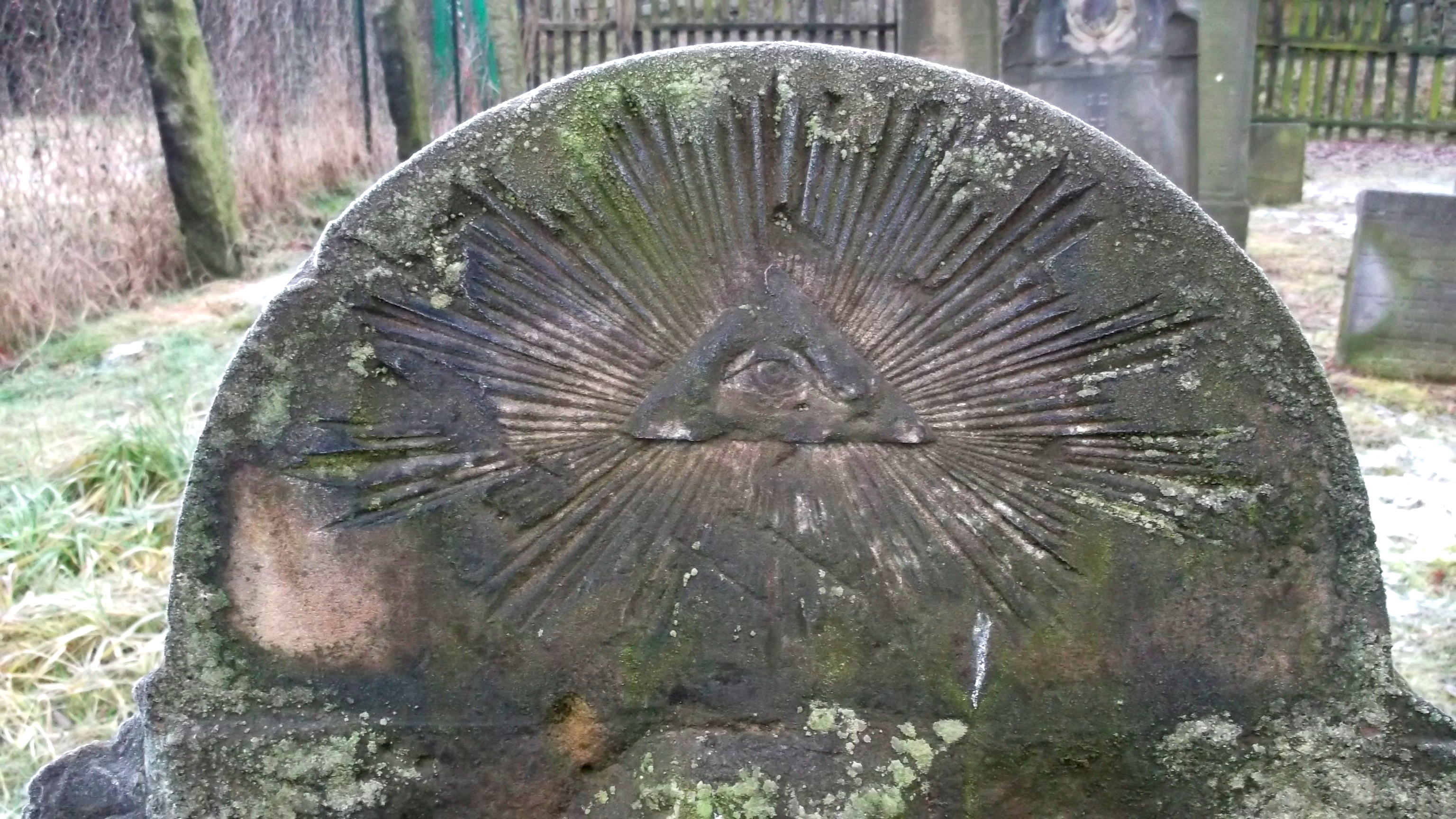
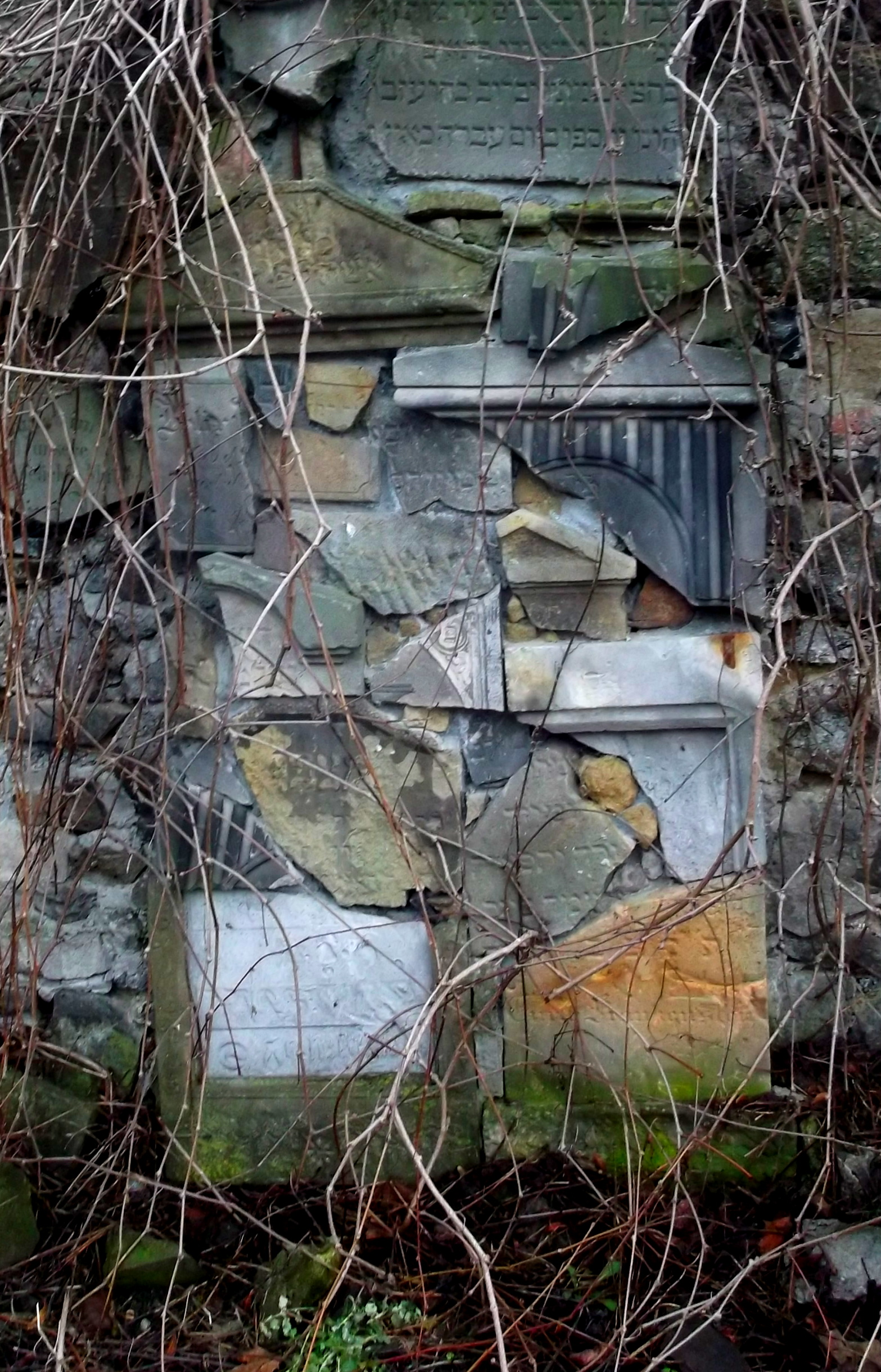